# Височанська сільська рада (Тетіївський район)
Височанська сільська рада — орган місцевого самоврядування у Тетіївському районі Київської області з адміністративним центром у с. Високе.

## Загальні відомості
Історична дата утворення: в 1919 році.

## Населені пункти
Сільській раді були підпорядковані населені пункти:
- с. Високе

## Склад ради
Рада складалась з 12 депутатів та голови.

### Керівний склад ради
| ПІБ                         | Основні відомості                                                                       | Дата обрання | Дата звільнення |
| --------------------------- | --------------------------------------------------------------------------------------- | ------------ | --------------- |
| Корнійчук Тетяна Степанівна | Сільський голова, 1964 року народження, освіта, позапартійна                            | 26.03.2006   | 31.10.2010      |
| Корнійчук Тетяна Степанівна | Сільський голова, 1964 року народження, освіта середня спеціальна, член Партії регіонів | 31.10.2010   |                 |

Примітка: таблиця складена за даними джерела